# Сум (провінція)
Сум (фр. Soum) — одна з 45 провінцій Буркіна-Фасо. Входить до складу регіону Сахель. Адміністративний центр провінції — місто Джибо. Площа провінції становить 12 222 км².

## Населення
За даними на 2013 рік чисельність населення провінції становила 443 399 осіб.
Динаміка чисельності населення провінції по роках:
| 1996   | 1997   | 2005   | 2006   | 2013   |
| ------ | ------ | ------ | ------ | ------ |
| 253393 | 253867 | 319648 | 348341 | 443399 |

## Адміністративний поділ
В адміністративному відношенні поділяється на 9 департаментів:
- Арбінда
- Барабуле
- Дігель
- Джибо
- Кельбо
- Кутугу
- Насумбу
- Побе-Менгао
- Тонгомаєль